# Artem Morosow

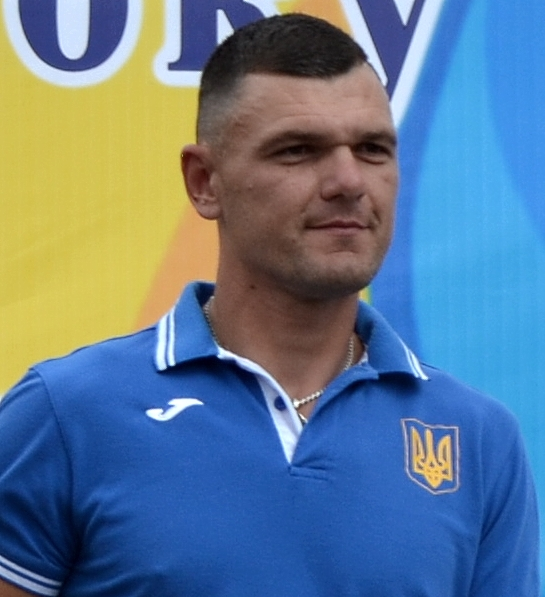
Artem Morosow, 2016

Artem Mykolaiowytsch Morosow (ukrainisch Артем Миколайович Морозов; * 29. Februar 1980 in Cherson, Ukrainische SSR) ist ein ukrainischer Ruderer.
Morosow begann 1994 mit dem Rudersport. 1998 nahm er an den Junioren-Weltmeisterschaften teil und belegte den achten Platz mit dem Doppelvierer. Zehn Jahre später gelang ihm ein erster Achtungserfolg in der Erwachsenenklasse, als er bei den Europameisterschaften 2008 zusammen mit Vitaliy Kryvenko die Bronzemedaille im Doppelzweier gewann. 2009 belegten die beiden den neunten Platz bei den Weltmeisterschaften und den vierten Platz bei den Europameisterschaften. Weniger erfolgreich waren sie 2010, als sie bei den Europameisterschaften auf den zehnten Platz ruderten. 
2012 erreichten Dmytro Michai und Artem Morosow in der Olympia-Qualifikationsregatta in Luzern den zweiten Platz im Doppelzweier. Nach dem elften Platz bei der olympischen Regatta belegten die beiden bei den Europameisterschaften 2012 den achten Platz. 2013 trat Morosow bei den Europameisterschaften im Einer an und belegte wie im Vorjahr im Doppelzweier den achten Platz. Bei den Weltmeisterschaften 2013 trat erstmals der ukrainische Doppelvierer in der Besetzung Dmytro Michai, Artem Morosow, Oleksandr Nadtoka und Iwan Dowhodko an und verpasste als viertplatziertes Boot die Medaillenränge nur um eine halbe Sekunde. In der gleichen Besetzung siegte der ukrainische Doppelvierer 2014 bei den Europameisterschaften in Belgrad mit 0,27 Sekunden Vorsprung auf das britische Boot. Noch knapper fiel die Entscheidung bei den Weltmeisterschaften in Amsterdam aus, in der Weltbestzeit von 5:32,26 min siegten die Ukrainer mit 0,09 Sekunden Vorsprung auf die Briten. 2015 siegte bei den Europameisterschaften der russische Doppelvierer vor den Ukrainern und den Briten. Bei den Weltmeisterschaften 2015 verpassten die Ukrainer das A-Finale und konnten sich mit dem zweiten Platz im B-Finale bei 0,05 Sekunden Vorsprung auf die Neuseeländer gerade noch direkt für die Olympischen Spiele 2016 qualifizieren. Bei den Europameisterschaften 2016 belegte der ukrainische Doppelvierer den sechsten Platz. Ebenfalls den sechsten Platz erreichten die Ukrainer bei den Olympischen Spielen 2016.